# Chymomyza femorata
Chymomyza femorata är en tvåvingeart som beskrevs av Toyohi Okada 1981. Chymomyza femorata ingår i släktet Chymomyza och familjen daggflugor. Inga underarter finns listade i Catalogue of Life.